# قنيفذة (القويعية)
قنيفذة، هي قرية من فئة (ب) تقع في محافظة القويعية، والتابعة لمنطقة الرياض في السعودية. وتبعد قنيفذة عن محافظة القويعية بمسافة تقارب () كم.